# Alpes Cottiae
Alpes Cottiae was een provincia in het Romeinse Rijk. Het was een van de drie miniprovincies in de Alpen: de andere twee waren Alpes Maritimae (in het zuiden) en Alpes Poeninae (in het noorden). De provincie was ervoor om te zorgen dat de alpenpassen bewaakt werden om zo communicatie met het achterliggende Gallia Narbonensis veilig te stellen. De betreffende route was die van Augusta Taurinum (Turijn) naar Brigantio (Briançon) en Eburodunum (Embrun).
De provincie is genoemd naar ene Cottius, de koning van een Ligurische stam in het gebied in de 1e eeuw v.Chr., wiens rijk onder keizer Augustus werd ingelijfd door Rome. Cottius en na hem zijn zoon (die ook Cottius heette) zouden nog als vazalkoning regeren; daarna werd een procurator aangesteld voor het bestuur (die uit de klasse van de Equites kwam).
De provincie Alpes Cottiae bevatte alzo de volgende valleien in de Grajische Alpen, alle strategisch gelegen: de vallei van Susa, de vallei van de Pellici-rivier, de vallei van de Chisone-rivier en het latere stamland Savoye.
De provincie kende een Romeinse heirbaan, genoemd Alpis Graia, die Milaan met Vienne verbond via de kleine Sint-Bernhardpas. Deze laatste naam is van latere datum. 
Met de reorganisatie van het rijk onder Diocletianus werden in 395 alle provincies veranderd. Alpes Cottiae bleef wel bestaan, als onderdeel van de diocese Italia annonaria. De andere alpenprovincies werden opgeheven en bij Gallia gevoegd.

## Steden
Belangrijke plaatsen in Alpes Cottiae:
- Ocelum (Lesseau)
- Segusio (Susa) (provinciehoofdstad)
- Scingomagus (Exilles)
- Caesao (Cesana Torinese)

Achaea · Alexandria et Aegyptus · Africa · Alpes Cottiae · Alpes Maritimae · Alpes Poeninae · Arabia Petraea · Armenia Inferior · Asia · Britannia · Cappadocia · Cilicia · Corsica · Creta · Cyprus · Cyrenaica · Dacia · Dalmatia · Epirus · Galatia · Gallia (Aquitania · Belgica · Lugdunensis · Narbonensis) · Germania (Inferior · Superior) · Hispania (Baetica · Lusitania · Tarraconensis) · Italia · Iudaea · Lycaeonia · Lycia · Macedonia · Mauretania (Caesariensis · Tingitana) · Moesië (Inferior · Superior) · Noricum · Numidia · Pannonia (Inferior · Superior) · Pamphylia · Pisidia · Pontus et Bithynia · Raetia · Sardinia · Sicilia · Syria · Thracia

Tijdelijke bezettingen: Germania (7-9 n.Chr.) · Armenia (114-117 n.Chr.) · Assyria (116-117 n.Chr.) · Mesopotamia (115-117 n.Chr.)